# Łuczniczka
Łuczniczka je dvorana u Bydgoszczu, Poljska. Glavna namjena joj je održavanje natjecanja vezana uz odbojku i košarku. Otvorena je 2002. godine i ima 8 764 sjedećih mjesta.
Ova dvorana bila je domaćin skupine E drugog kruga na EuroBasketu 2009.

## Vanjske poveznice
- Službena stranica  Arhivirana inačica izvorne stranice od 28. ožujka 2009. (Wayback Machine)